# Otočić Žižanj
Otočić Žižanj är en ö i Kroatien.   Den ligger i länet Zadars län, i den södra delen av landet, 220 km söder om huvudstaden Zagreb. Arean är 0,98 kvadratkilometer.
Terrängen på Otočić Žižanj är platt. Öns högsta punkt är 34 meter över havet. Den sträcker sig 1,4 kilometer i nord-sydlig riktning, och 1,4 kilometer i öst-västlig riktning.